# Marsha Hunt
Pour les articles homonymes, voir Hunt.
Ne doit pas être confondue avec Marsha Hunt, actrice, chanteuse et romancière américaine, née en 1946
Marsha Hunt est une actrice américaine, née le 17 octobre 1917 à Chicago (Illinois) et morte le 7 septembre 2022 à Sherman Oaks, quartier de Los Angeles (Californie).
Après le décès de Norman Lloyd en 2021, elle était la survivante la plus âgée de l'âge d'or d'Hollywood.

## Biographie
Marsha Hunt débute au cinéma en 1935 et tourne régulièrement jusqu'au tournant des années 1950, période où elle est victime du maccarthysme et mise sur « liste noire ». Après encore quelques films jusqu'en 1960, elle ne réapparaît au cinéma que trois fois, en 1971 (avec Johnny s'en va-t-en guerre de Dalton Trumbo, autre « blacklisté »), en 2006 et enfin en 2008 (un court métrage).
À partir de 1949, elle s'oriente vers la télévision (échappatoire bienvenue après sa mise à l'index par les studios hollywoodiens) et participe à de nombreuses séries (la dernière en 1988), ainsi qu'à quelques téléfilms (le dernier en 2008).
Entre 1948 et 1967, Marsha Hunt joue au théâtre à Broadway, dans six pièces ; elle y retrouve notamment (à la mise en scène) Jules Dassin — qu'elle avait déjà croisé au cinéma — en 1948 et Sam Wanamaker en 1950, eux aussi victimes du maccarthysme.
Une étoile lui est dédiée sur le Walk of Fame d'Hollywood Boulevard, au titre de sa contribution à la télévision.
Après les morts de Renée Simonot et de Norman Lloyd (sous la direction duquel elle a tourné en 1955 ci-après), respectivement en juillet et en mai 2021, elle est la vice-doyenne connue des acteurs et actrices du monde[réf. souhaitée] derrière la Belge Sabine André née en 1913.
Marsha Hunt est morte dans sa résidence de Sherman Oaks en Californie le 7 septembre 2022 à l'âge de 104 ans.

## Filmographie partielle

### Au cinéma
- 1935 : The Virginia Judge (en) d'Edward Sedgwick
- 1936 : L'Appel de la folie (College Holiday) de Frank Tuttle
- 1936 : Le Doigt qui accuse (The Accusing Finger) de James Patrick Hogan
- 1936 : Hollywood Boulevard de Robert Florey
- 1936 : La Petite Dame de John G. Blystone
- 1937 : Annapolis Salute (en) de Christy Cabanne
- 1937 : Murder Goes to College de Charles Reisner
- 1937 : La Vie facile (Easy Living) de Mitchell Leisen
- 1937 : La Ville du diable (Born to the West ou Hell Town) de Charles Barton
- 1938 : Come On, Leathernecks! (en) de James Cruze
- 1939 : André Hardy millionnaire (The Hardys rides high) de George B. Seitz
- 1939 : These Glamour Girls de S. Sylvan Simon

- 1939 : Star Reporter d'Howard Bretherton

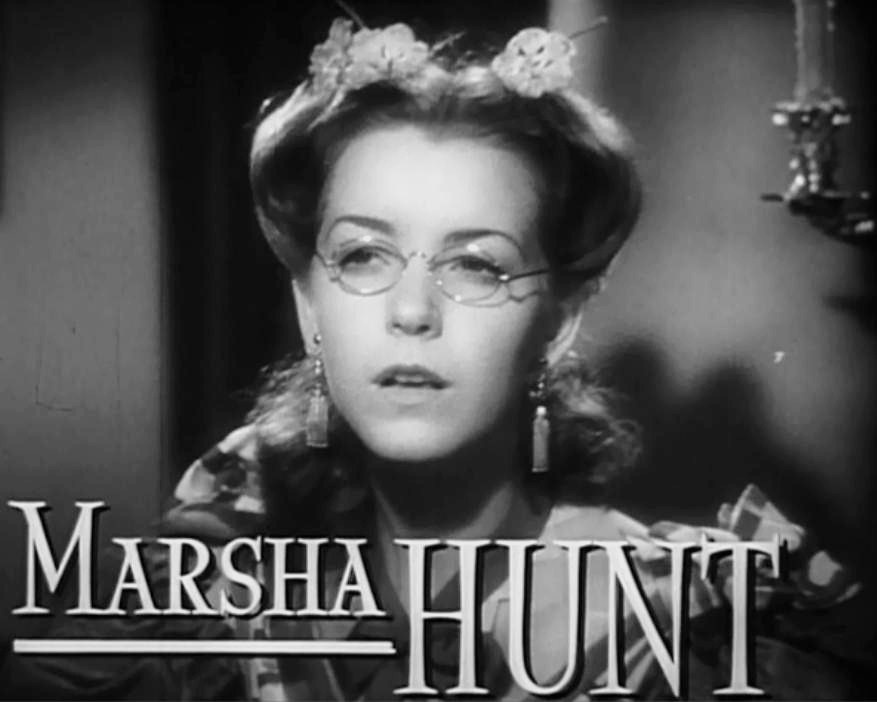
Dans Orgueil et Préjugés (1940).

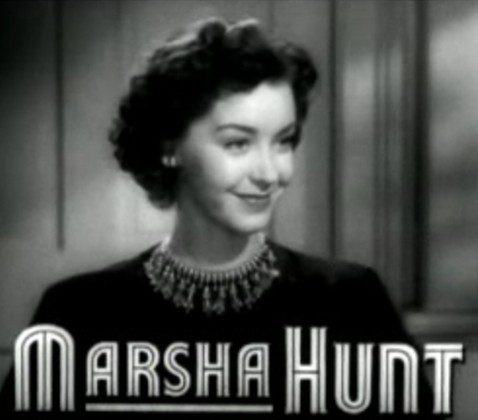
Dans Cry Havoc (1943).

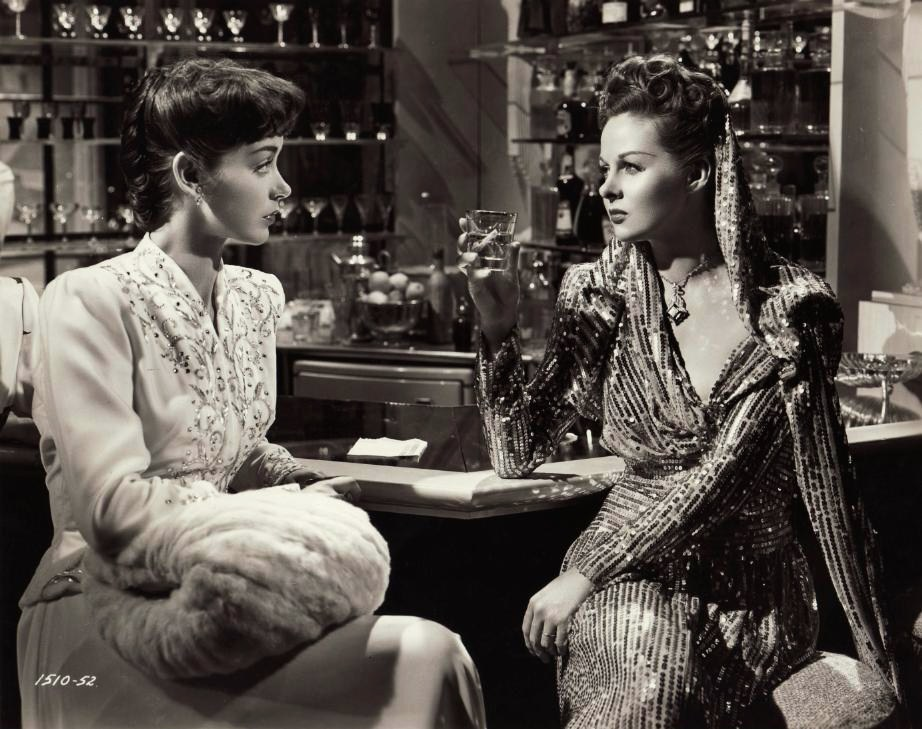
Avec Susan Hayward (à d.), dans Une vie perdue (1947).

- 1939 : The Long Shot de Charles Lamont
- 1939 : Reine d'un jour (Winter Carnival) de Charles Reisner
- 1940 : Orgueil et Préjugés (Pride and Prejudice) de Robert Z. Leonard
- 1940 : L'Appel des ailes (Flight Command) de Frank Borzage
- 1940 : Ellery Queen, Master Detective (en) de Kurt Neumann
- 1940 : Irène (Irene) d'Herbert Wilcox
- 1941 : Les Oubliés (Blossoms in the Dust) de Mervyn LeRoy
- 1941 : Cheers for Miss Bishop de Tay Garnett
- 1941 : I'll Wait for You de Robert B. Sinclair
- 1941 : Associés dans l'honneur (en) (Unholy Partners) de Mervyn LeRoy
- 1941 : Le Procès de Mary Dugan (en) (The Trial of Mary Dugan) de Norman Z. McLeod
- 1941 : Le Châtiment (The Penalty) de Harold S. Bucquet
- 1942 : L'Assassin au gant de velours (Kid Glove Killer) de Fred Zinnemann
- 1942 : Les Amours de Marthe (The Affairs of Martha) de Jules Dassin
- 1942 : Panama Hattie de Norman Z. McLeod, Roy Del Ruth et Vincente Minnelli
- 1942 : Sept Amoureuses (Seven Sweethearts) de Frank Borzage
- 1943 : Et la vie continue (The Human Comedy) de Clarence Brown
- 1943 : Pilot no 5 de George Sidney
- 1943 : La Parade aux étoiles (Thousands Cheer) de George Sidney
- 1943 : Cry Havoc de Richard Thorpe
- 1943 : L'Ange perdu (Lost Angel) de Roy Rowland
- 1944 : Pas un n'échappera (None Shall Escape) d'André de Toth
- 1944 : Tendre Symphonie (Music for Millions) de Henry Koster
- 1944 : Bride by Mistake (en) de Richard Wallace
- 1945 : La Vallée du jugement (The Valley of Decision) de Tay Garnett
- 1946 : Une lettre pour Evie (A Letter for Evie) de Jules Dassin
- 1947 : Une vie perdue (Smash-Up, the Story of a Woman) de Stuart Heisler
- 1947 : Carnegie Hall d'Edgar Georg Ulmer
- 1948 : Marché de brutes (Raw Deal) d'Anthony Mann
- 1948 : The Inside Story d'Allan Dwan
- 1952 : Sacré Printemps (The Happy Time) de Richard Fleischer
- 1955 : A Word to the Wives de Norman Lloyd (court métrage)
- 1957 : Bombardier B-52 (Bombers B-52) de Gordon Douglas
- 1957 : La Cité disparue (Legend of the Lost) de Henry Hathaway
- 1957 : Back from the Dead, de Charles Marquis Warren
- 1959 : Blue-jeans (en) (Blue Denim) de Philip Dunne
- 1960 : La Rançon de la peur (The Plunderers) de Joseph Pevney
- 1971 : Johnny s'en va-t-en guerre (Johnny Got His Gun) de Dalton Trumbo

### À la télévision

#### Séries
- 1958 : Alfred Hitchcock présente (Alfred Hitchcock presents)
  - Saison 4, épisode 10 Les Trois Femmes d'Oliver (Tea Time) de Robert Stevens
- 1959 : Laramie
  - Saison 1, épisode 3 Circle of Fire
- 1964 : Gunsmoke ou Police des plaines (Gunsmoke ou Marshal Dillon)
  - Saison 9, épisode 14 The Glory and the Mud de Jerry Hopper
- 1964 : Première série d’Au-delà du réel (The Outer Limits)
  - Saison 1, épisode 18 La Reine des abeilles (ZZZZZ) de John Brahm
- 1964 : Première série de La Quatrième Dimension (The Twilight Zone)
  - Saison 5, épisode 21 L'Espace d'un moment (Spur of the Moment) d'Elliot Silverstein
- 1964 : Les Accusés (The Defenders)
  - Saison 3, épisode 25 Die Laughing de Stuart Rosenberg
- 1966 : Match contre la vie (Run for your Life)
  - Saison 1, épisode 21 Hoodlums on Wheels de Richard Benedict
- 1969 : Les Règles du jeu (The Name of the Game)
  - Saison 2, épisode 6 Goodbye Harry de Barry Shear
- 1970 : Docteur Marcus Welby (Marcus Welby, M.D.)
  - Saison 1, épisode 24 The Daredevil Gesture de Steven Spielberg
- 1970-1971 : L'Homme de fer (Ironside)
  - Saison 3, épisode 25 Little Dog, Gone de Don Weis (1970)
  - Saison 4, épisode 21 The Riddle in Room Six de John Florea (1971)
- 1974-1975 : Police Story
  - Saison 2, épisode 2 Requiem for C.Z. Smith (1974) et épisode 17 Sniper (1975)
  - Saison 3, épisode 11 Breaking Point (1975)
- 1985 : Chasseurs d'ombres (Shadow Chasers)
  - Saison unique, épisode 10 Un amour d'extra-terrestre (Cora's Stranger)
- 1985 : Arabesque (Murder, she wrote)
  - Saison 2, épisode 10 L'assassin était au courant (Sticks and Stones) de Seymour Robbie
- 1986 : Matlock
  - Saison 1, épisode 3 L'Affaire (The Affair)
- 1988 : Star Trek : La Nouvelle Génération (Star Trek : The Next Generation)
  - Saison 1, épisode 16, Quand la branche casse (Too Short a Season) de Rob S. Bowman

#### Téléfilms
- 1969 : Le Miroir de la mort (Fear No Evil) de Paul Wendkos
- 1972 : Jigsaw de William A. Graham
- 2008 : Meurtres à l'Empire State Building (titre original) de William Karel

## Théâtre
Pièces à Broadway
- 1948 : Joy to the World d'Allan Scott, mise en scène par Jules Dassin, avec Alfred Drake, Kurt Kasznar
- 1950 : Disciple du diable (The Devil's Disciple) de George Bernard Shaw, avec Maurice Evans, Victor Jory
- 1950 : Borned in Texas de Lynn Riggs, mise en scène par Sam Wanamaker, avec Anthony Quinn
- 1950 : Legend of Sarah de James Gow et Arnaud D'Usseau, avec Tom Helmore, Joseph Sweeney
- 1958 : The Tunnel of Love de Joseph Fields et Peter DeVries, avec Elisabeth Fraser (adaptée au cinéma la même année)
- 1967 : The Paisley Convertible d'Harry Cauley, avec Bill Bixby